# Цона Монте (Лече)
Цона Монте (итал. Zona Monte) је насеље у Италији у округу Лече, региону Апулија.
Према процени из 2011. у насељу је живело 36 становника. Насеље се налази на надморској висини од 21 м.